# ブレーメン (客船・3代)
ブレーメン（SS Bremen）は、1929年に就航した北ドイツ・ロイド汽船（略称 NDL en）のオーシャン・ライナーで、北大西洋横断のために建造された大型客船である。

## 船歴
1930年代を予告する革新的な船形デザインの評判と高速性能を誇ったドイツの豪華客船だった。処女航海では西航、東航ともに新記録を樹立し姉妹船オイローパと共に長年にわたり保たれていたモーリタニア (客船・初代)の速度の記録を覆した。1930年代では、国家間で大きさ・豪華さに重点をおいた客船の建造競争があり、2隻を所有したドイツも、他国と火花を散らしていた。姉妹船オイローパはその後第二次大戦の賠償でフランスに譲渡、リベルテと改名している。
1924年、ニューヨーク航路に就航したコルンブス（Columbus・英語版）の好評判を受けてNDLは二隻の新造船を計画、クルーズ航海も可能な3万5千総トンサイズの船体を念頭に進められ起工後にボイラーとその推進機関は25,000馬力を発揮するものに変更され5万総トンの船体に大型化されている。
1927年6月18日デシマーク造船（en）、ブレーメン・ヴェザー造船所で起工。
ブレーメンとその姉妹船オイローパは、大西洋を巡航速度27.5ノット、5日で横断できるように設計されていた。このことにより、通常3隻を交代させる必要がある大西洋横断を閑散シーズンには2隻で毎週行うことが可能となった。ブレーメンはテストの際、最高速度32ノットを記録した。
運行計画の本来はブレーメンとオイローパは同時に就航する予定であったが、オイローパは艤装作業中に火災が発生、鎮火放水したものが滞留してしまい船尾が着底する沈没状態になり排水引き上げと修理に時間がかかったため、1929年7月16日、ブレーメンはブレーマーハーフェン - ニューヨーク間の処女航海を単独で行った。この際、ブレーメンは4日17時間42分、平均速度27.85ノットでニューヨークに到着し、モーリタニアから西回り航路のブルーリボン賞を奪った。さらに次の航海では、4日14時間30分、平均速度27.91ノットを記録し東回り航路のブルーリボン賞を受賞した。これによりブレーメンは、初めて処女航海で記録を破った船舶となった。後に、ブレーメンの記録は1930年に西回り航路を姉妹船オイローパに、1935年に東回り航路をノルマンディーに破られた。
ブレーメンはバルバス・バウを採用した最初の大型客船だが、姉妹船オイローパ は採用していない。建造に際しドイツの最先端工業技術を結集し、内装デザインや備品をドイツ国内から広いコンペティションで募集した。竣工時にはカタパルトが設置され1935年まで、ハインケルHe12で入港に先立つ24時間前頃に郵便物を積み込み先行輸送するサービスを行っていた。
斬新な船形デザインが災いし、のちに煤煙対策で煙突は6.4mかさ上げ延長された。

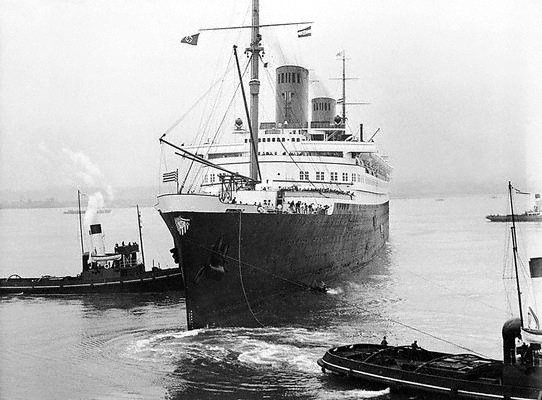
1935年頃のブレーメン

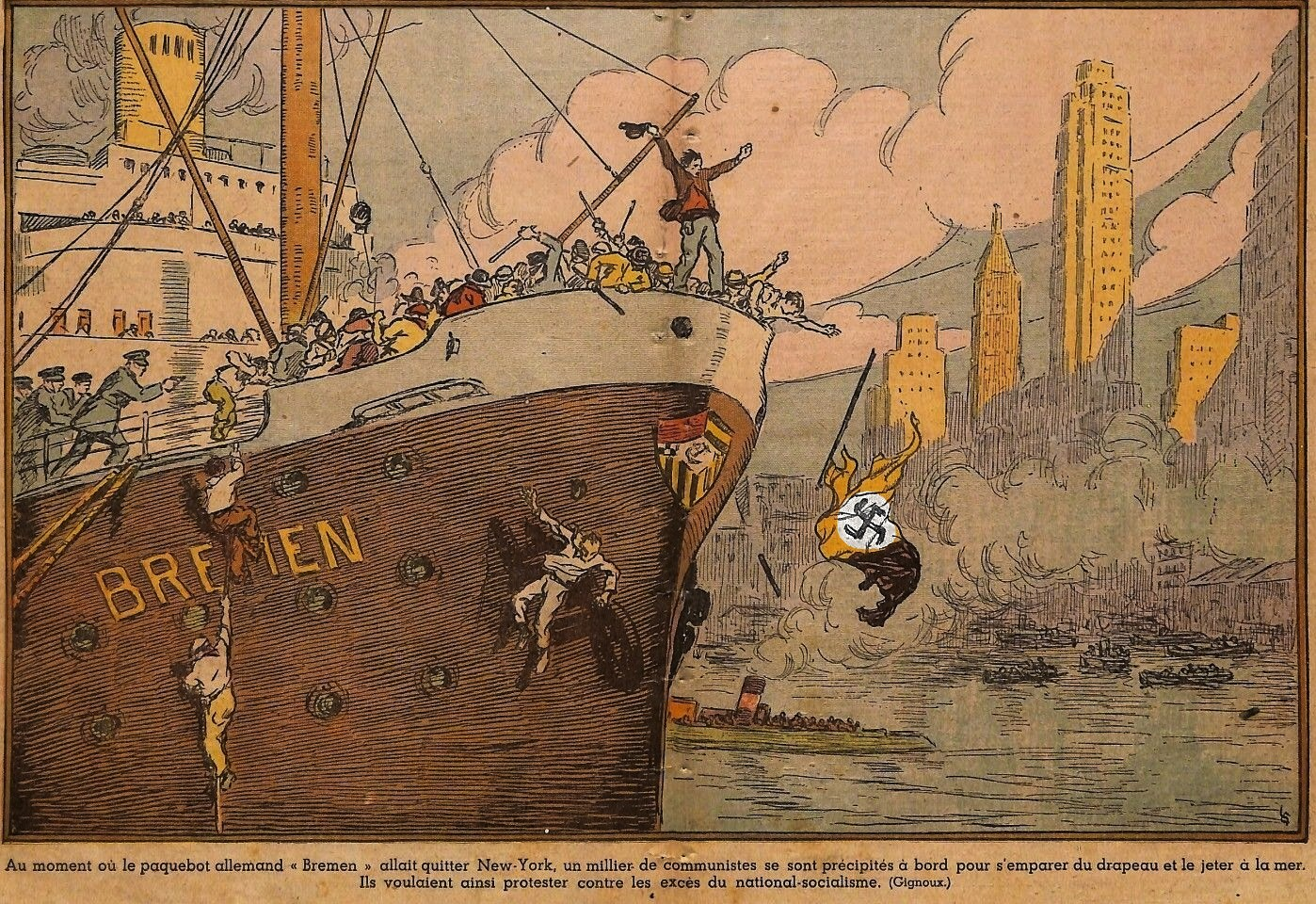
1935年7月26日にアメリカのニューヨーク港に停泊中のブレーメンを襲撃する反ナチスのデモ参加者を描いたイラスト

1933年1月にナチスが政権を握った際、ブレーメンはニューヨーク港の桟橋に停泊しており、ナチズムやファシズムを批判する抗議活動に使用された。7月、反ナチズム活動家のグループが乗り込み、船首マストに掲げられていたナチ党旗（ハーケンクロイツ旗）を引きずり下ろし、ハドソン川に投げ込む事件が発生した。当時のナチス・ドイツでは、帝政時代と同じ三色旗を暫定的な国旗とし、これと共にハーケンクロイツ旗を掲揚すると定めていたが、ドイツ側からの抗議に対しアメリカ政府は「棄てられたのは正式な国旗ではなくあくまでナチ党旗であり、国旗の名誉を汚したとは言えない」旨の返答をしたため、これを受けて総統アドルフ・ヒトラーは、1935年9月15日に「国旗法」を公布し、三色旗を廃止してハーケンクロイツ旗のみを国旗とすることを定めた。
1939年8月26日、ドイツ海軍はポーランド侵攻の事前準備としてすべてのドイツ商船は即時ドイツの港へ向かうよう命じた。この命令を受け取ったとき「ブレーメン」は西への航海中でニューヨークまで2日の距離にあり、船長はそのままニューヨークへ向かって1770名の乗客を降ろすことにした。1939年8月30日に「ブレーメン」は乗客を乗せずにニューヨークから出航。9月1日、「ブレーメン」はソ連のムルマンスクへ向かうよう命じられた。その途中、乗組員は偽装のため船を灰色に塗装した。「ブレーメン」は悪天候や高速を生かしてイギリスの巡洋艦から逃れ、9月6日にムルマンスクに到着。冬戦争が勃発すると、「ブレーメン」は12月10日にブレーマーハーフェンへ向かい13日に到着した。その際、イギリス潜水艦「サーモン」に発見されて誰何されたが、Do 18が「ブレーメン」を護衛していたため「サーモン」は安全のため潜航。「サーモン」艦長は相手は合法的な目標ではないと思い、攻撃は行わないことにした。
12月19日、「ブレーメン」クラスのニューヨーク急行便就航以降は、閑散期にクルーズ運航をしていたコルンブスは、この航海についていた。世界情勢に警戒はしていたが乗船客のいる状況から予定通りの航海を続けていた。航海中突然にイギリス駆逐艦ハイペリオンなどから追跡を通信傍受し、さらに臨検要求を無線から受取り危急を察知して、航海は中断して予定外の寄港から乗船客を緊急下船避難させたのち出港、つきまとうハイペリオンからの接近と停船警告、さらに通信と威嚇射撃の準備が行われたが従わず、ハッテラス岬沖に達し、突然速度を落とすと煙と炎に包まれ,
キングストン弁を解放しこの日に自沈している。
ドイツ国防軍は、アシカ作戦に向けてブレーメンを徴用する計画であったが、中止となったため、艤装半ばのまま係船された。1941年、造船所の埠頭で火災に遭い全焼した。調査によるとこの火災は放火によるもので、レジスタンスの破壊工作などではなく、容疑者はキャビンボーイのある少年で、所有者の待遇や管理職上司に対する個人的な恨みによる犯行で、当夜の出火した時刻に船長は所用でブレーメンから外出していた。戦況から再生可能な備品機器は撤去転用され、ブレーメンの船骸は敗戦後に1946年に解体された。解体工事では水底に埋没した船底の一部が残された。

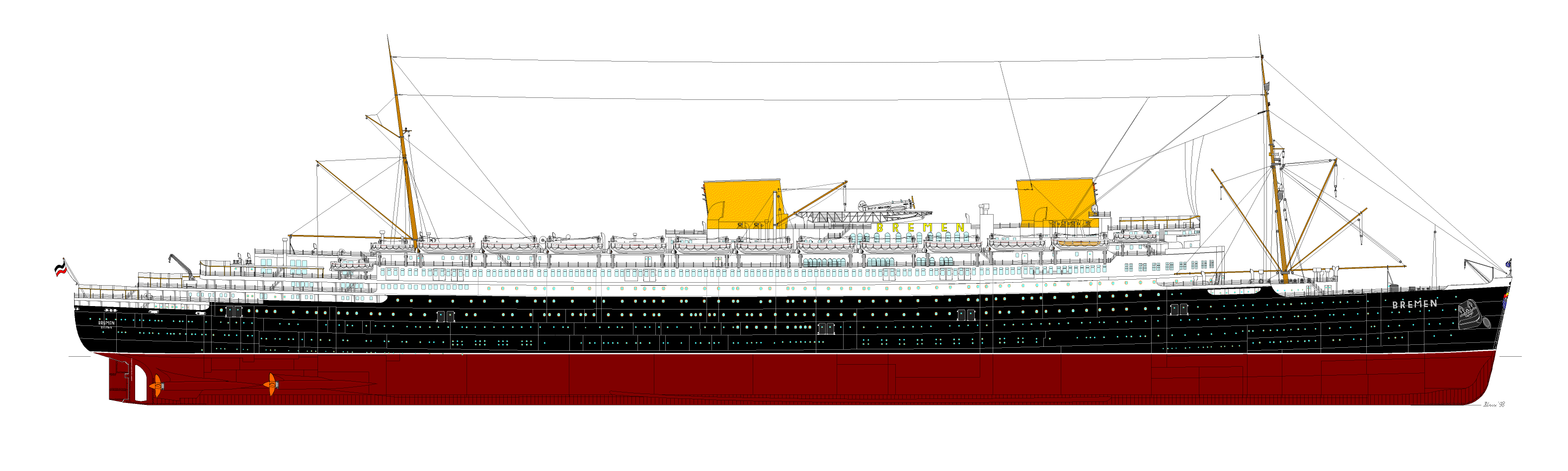
1929年当時のブレーメン

## 要目
- 総トン数：51,656総トン
- 全長：286.0m（938.6フィート）
- 全幅：31m（101.7フィート）
- 機関：主缶重油専焼　主機タービン4基4軸
- 軸馬力：135,000馬力
- 最高速力：27.83ノット
- 乗客定員：2139名（1等客811名、2等客500名、観光客用クラス300名、3等客617名）
- 乗員：966名
- 搭載機：水上機1機、カタパルト1基
- 所属：北ドイツ・ロイド社
- 竣工：1929年6月24日

## 参考資料
- 「世界の艦船」海人社
- 『豪華客船物語』六興出版 松井邦雄著　1990年8月 ISBN 4-8453-6048-9
- 『豪華客船スピード競争の物語』 成山堂書店 1998年2月 著 Denis Griffiths・翻訳 粟田 亨 ISBN 978-4425712915
- NTT出版『豪華客船の文化史』野間恒著 1993年4月 ISBN 4-87188-210-1